# Satoshi Ueda
Satoshi Ueda (上田悟司?, Ueda Satoshi; ...) è un fumettista giapponese.
Ha debuttato nel 2007 con il manga Ken Tama, proseguendo la sua carriera alternando shōnen ed hentai.

## Opere
- Ken Tama (2007-2008)
- FLAGS (2009)
- Demon 72 (2010-2012)
- Last Ranker: Be the Last One (2010-2011)
- Harem Butai wa Boku wo Shaburi Tsukusu♥ (2012-2013)
- Hatsujou Kanojo Kinpatsu Kanojo (2013-2014)
- Boku no Harem (2014-2015)
- Hakudaku no Sono (2015-2016)
- Taneuma no Yakata (2016-2017)
- Genjitsu Shugi Yuusha no Oukoku Saikenki (2017-in corso)